# Favreuil
Favreuil é uma comuna francesa na região administrativa de Altos da França, no departamento de Pas-de-Calais. Estende-se por uma área de 4,93 km². Em 2010 a comuna tinha 248 habitantes (densidade: 50,3 hab./km²).